# Julie Hagerty
Pour les articles homonymes, voir Hagerty.
Julie Hagerty, née le 15 juin 1955 à Cincinnati (Ohio) est une actrice américaine.
Elle est notamment connue du grand public pour son rôle d'Elaine Dickinson dans le film catastrophe parodique Y a-t-il un pilote dans l'avion ? (1980) et sa suite Y a-t-il enfin un pilote dans l'avion ? (1982).

## Biographie

### Jeunesse, formation et débuts
Julie Hagerty est la fille de Harriet Yuellig, une mannequin et chanteuse, et de Jerry Hagerty, un musicien. Son frère, Michael Hagerty (1951-1991), était aussi un acteur. Ses parents divorcent plus tard. Elle suit des études à l'Indian Hill High School (en), non loin de Cincinnati.
À 15 ans, elle est engagée par l'agence Ford en tant que mannequin et passe ses étés à faire du mannequinat à New York. Elle s'y installe en 1972, et intègre la troupe de théâtre de son frère, « The Production Company ». Elle a aussi été formée par l'acteur William Hickey.
Elle fait ses débuts au théâtre dans le off-Broadway en 1979, en tant que vedette de la pièce Mutual Benefit Life au théâtre de son frère. Elle continue le théâtre et devient notamment la vedette d'une version Broadway de la pièce The House of Blue Leaves de John Guare.

### Carrière

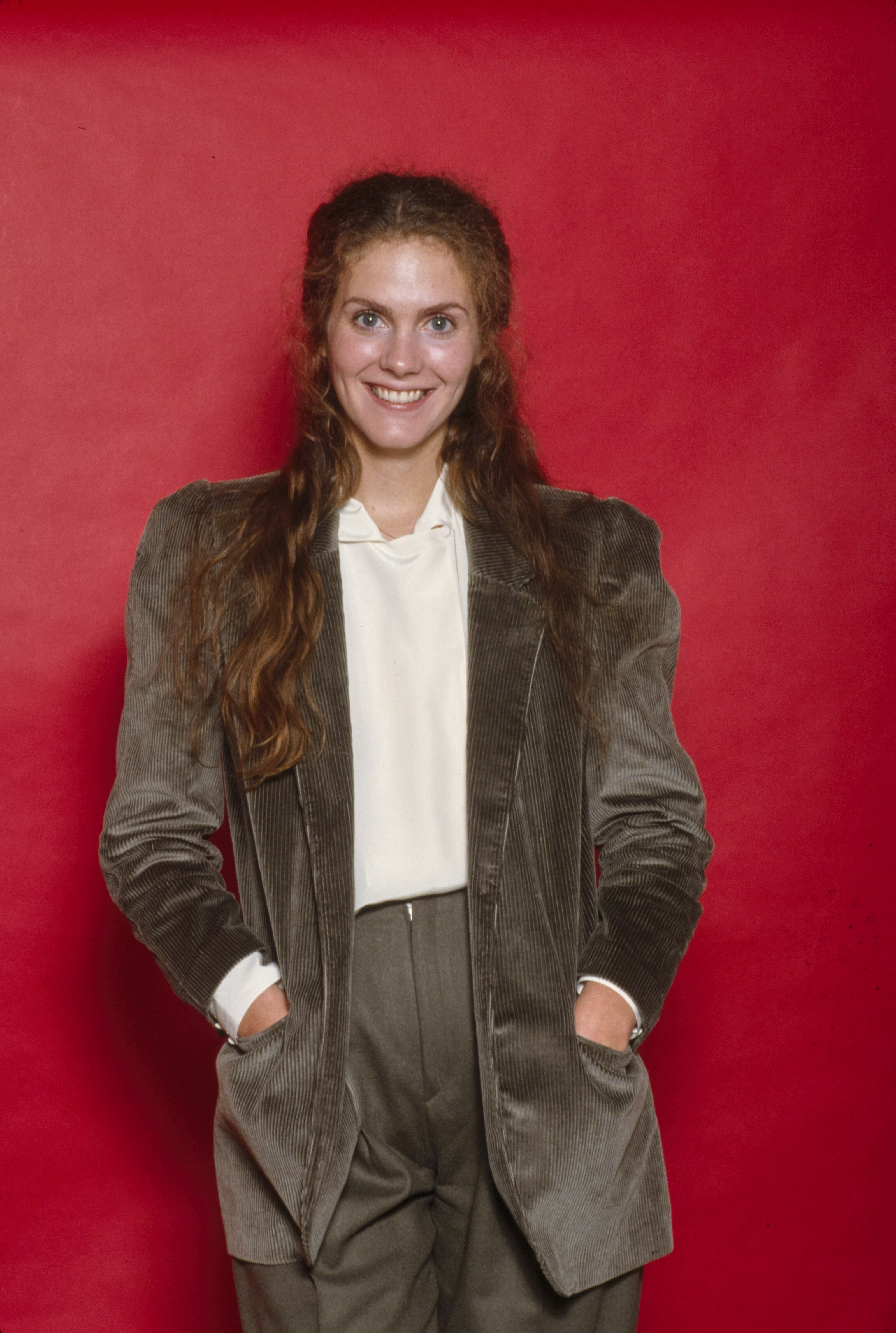
Julie Hagerty au début des années 1980.

Le premier rôle au cinéma de Julie Hagerty est dans le film Que le spectacle commence (1979) de Bob Fosse, mais sa courte prestation est coupée au montage. Elle joue ensuite dans le film catastrophe parodique Y a-t-il un pilote dans l'avion ? (1980), l'un des films les plus rentables de l'année 1980, celui-ci récoltant une recette de plus de 80 millions de dollars aux États-Unis. Ce film a été considéré comme le premier du genre du film parodique moderne et a consacré Hagerty en tant qu'actrice de films comiques.
Durant les années 1980, l'actrice est à l'affiche de nombreux films, allant de Lost In America (1985) d'Albert Brooks et Comédie érotique d'une nuit d'été (1982) de Woody Allen, jusqu'au mal reçu Beyond Therapy (1987) de Robert Altman. Ses rôles sont souvent ceux d'une femme naïve qui semble ne pas avoir connaissance du chaos autour d'elle, comme dans Y a-t-il un pilote dans l'avion ? et sa suite, Y a-t-il enfin un pilote dans l'avion ? (1982).
Durant les années 1990 et 2000, elle apparaît surtout dans des téléfilms ou en tant que second rôle dans des films de Hollywood, tels Just Friends (2005) de Roger Kumble ou She's the Man (2006) d'Andy Fickman. Elle est aussi choisie en 1994 pour la série Women of the House, un spin-off de la série télévisée Femmes d'affaires et dames de cœur (Designing Women) mais, ayant un autre projet et un tournage déjà commencé, Valerie Mahaffey la remplace dans plusieurs épisodes. Elle rejoint finalement la distribution de la série en tournant deux épisodes, avant de la quitter en laissant son rôle à Mahaffey qui tire sa révérence après une dernière apparition.
En 2002, elle apparaît dans la reprise à Broadway de la pièce Morning's at Seven de Paul Osborn. En 2007, elle apparaît un épisode de la série Les Experts (épisode « Y a pas de lézard »).

### Vie privée
En 1986, Julie Hagerty épouse Peter Burki. Le couple divorce en 1991. En 1999, elle se remarie avec Richard Kagan, un magnat des assurances-vie à Hollywood et producteur de théâtre.

## Filmographie

### Cinéma
- 1980 : Y a-t-il un pilote dans l'avion ? du collectif ZAZ : Elaine Dickinson
- 1982 : Comédie érotique d'une nuit d'été de Woody Allen : Dulcy
- 1982 : Y a-t-il enfin un pilote dans l'avion ? de Ken Finkleman : Elaine Dickinson
- 1985 : Lost in America d'Albert Brooks : Linda Howard
- 1985 : Goodbye, New York (en) d'Amos Kollek : Nancy Callaghan
- 1985 : Bad Medicine (en) d'Harvey Miller : Liz Parker
- 1987 : Beyond Therapy de Robert Altman : Prudence
- 1987 : Un sketch, film choral (segment « Les Boréades »)
- 1989 : Rude Awakening de David Greenwalt et Aaron Russo : Petra
- 1989 : Bloodhounds of Broadway de Howard Brookner : Harriet MacKyle
- 1990 : Le Mystère von Bülow de Barbet Schroeder : Alexandra Isles, la maîtresse de Claus
- 1991 : Quoi de neuf, Bob ? de Frank Oz : Fay Marvin
- 1992 : Bruits de coulisses de Peter Bogdanovich : Poppy Taylor
- 1995 : The Wife (en) de Tom Noonan : Rita
- 1997 : Women Without Implants (court métrage)[2]
- 1997 : U-Turn d'Oliver Stone : Flo
- 1999 : Gut Feeling de Ian Sears[3]
- 1999 : Held Up (en) de Steve Rash : Gloria
- 1999 : Une vie à deux de Rob Reiner : Liza
- 2000 : Le bébé s'est envolé (Baby Bedlam) d'Eric Hendershot[4] : Sindi
- 2001 : Va te faire voir Freddy! de Tom Green : Julie Brody
- 2001 : Storytelling de Todd Solondz : Fern Livingston (segment « Non-fiction »)
- 2002 : Bridget d'Amos Kollek : Julie
- 2002 : En eaux troubles de Robby Henson (en) : Sœur Felicia
- 2003 : Ivresse et Conséquences de Chris Koch : Dorothy Morse
- 2004 : Marie and Bruce de Tom Cairns : une invitée à la fête de Frank
- 2005 : Just Friends de Roger Kumble : Carol Brander
- 2005 : Pope Dreams (en) de Patrick Hogan : Kristina Venable
- 2005 : Adam & Steve de Craig Chester : Sherry
- 2005 : Pizza (en) de Mark Christopher : Darlene
- 2005 : A Host of Trouble de Stephen Tobolowsky (court métrage)[5] : Sœur Cletus
- 2005 : Just Friends de Roger Kumble : la mère de Chris
- 2006 : She's the Man d'Andy Fickman : Daphne
- 2009 : Confessions d'une accro du shopping de P. J. Hogan : la secrétaire de Luke Brandon
- 2019 : Apprentis Parents de Sean Anders : Jan
- 2019 : Noelle de Marc Lawrence : Mme Claus
- 2019 : Marriage Story de Noah Baumbach : Sandra
- 2023 : Gangsters par alliance (The Out-Laws) de Tyler Spindel : Margie Browning

### Télévision
- 1980 : The Day the Women Got Even : Lisa Harris
- 1987 : The House of Blue Leaves (en) : Corrinna Stroller
- 1991 : Princesses (en) : Tracy Dillon
- 1993 : Lucky Luke
- 1995 : Women of the House (en) : Jennifer Malone (épisodes 5 et 6)
- 1996 : London Suite : Anne Ferris
- 1996 : Urgences : Brenda Wilkerson (saison 3, épisode 19)
- 1997 : Boys Will Be Boys : Emily Clauswell
- 1988 : Necessary Parties : Connie Mills
- 1988 : The Hustler of Money (court-métrage TV)[6] : la mère
- 1998 : Tourist Trap : Bess
- 1998 : Mel : Bonnie
- 1998 : Reunited (en) : Nicki Beck
- 1999 : Jackie's Back! : Pammy Dunbar (actrice invitée)
- 2004 : New York, unité spéciale (saison 5, épisode 18) : Mariel Plummer
- 2005 : Malcolm : Polly
- 2015 : New Girl : Nancy